# Andrea Bender (Malerin)

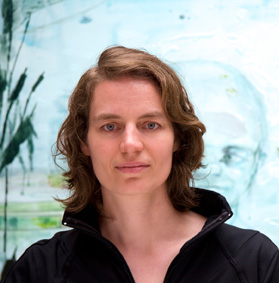
Andrea Bender

Andrea Bender (* 4. November 1972 in Schotten, Hessen) ist eine deutsche Malerin.

## Leben
Andrea Bender absolvierte 1993 ihr Abitur und studierte ab 1993 in Frankfurt am Main an der Städelschule Malerei bei Jörg Immendorff. 1994 wechselte sie an die Kunsthochschule nach Kassel zu Silke Leverkühne und Alf Schuler und 1996 wechselte sie an die Kunstakademie nach Düsseldorf, wo sie erneut bei Jörg Immendorff Malerei sowie ab 1997 bei dem Grieshaber-Schüler Dieter Krieg studierte. 1998 wurde sie Meisterschülerin bei Dieter Krieg und 1999 erhielt sie ein Reisestipendium des Kunstvereins und der Stadtsparkasse Düsseldorf, des Weiteren den Akademiebrief der Düsseldorfer Kunstakademie. 2001 wurde sie Stipendiatin des Herrenhauses Edenkoben/Pfalz. 2004 führte sie ein DAAD-Stipendium nach Wien. 
Seit 1998 wird sie von der Düsseldorfer Galerie Peter Tedden vertreten und stellte dort regelmäßig aus. Im Laufe der folgenden Jahre war sie auf wichtigen Kunstmessen in Berlin, Köln, Frankfurt, Kopenhagen und Düsseldorf vertreten. Seit Herbst 2007 ist sie auf Asien-Tournee und absolviert Ausstellungen in Djakarta, Peking und Singapur. Andrea Bender ist Mitglied im Verein der Düsseldorfer Künstler.
Sie bildet mit ihrer heftigen und psychologischen figurativen Malerei, geprägt durch die Immendorff- und Krieg-Schule, ein Gegengewicht zur figurativ-surrealen Malerei der sogenannten Neuen Leipziger Schule.

## Kataloge
- Andrea Bender, Katalog der Galerie Peter Tedden, Düsseldorf 2002
- Wien, Katalog herausgegeben von der Galerie Peter Tedden, Düsseldorf 2004
- Grimace Parade, Katalog herausgegeben von der Art Seasons Gallery Singapur 2007
- Stubenrein - Andrea Bender : [... anlässlich der Ausstellungen: Kunsthalle Darmstadt, Studio, stubenrein, 2011; Städt. Galerie im Schloss Borbeck, Essen, RUHR.2010]. Kehrer, Heidelberg; Berlin 2011, ISBN 978-3-86828-182-8.
- Ausgeträumt: Andrea Bender ... ; 8. Juli bis 4. September 2011, Stadtgalerie Markdorf ; [anlässlich der Ausstellung Ausgeträumt]. Gessler, Friedrichshafen 2011, ISBN 978-3-86136-168-8.